# Pierre Gauvreau
Pierre Gauvreau (Montréal, 23 augustus 1922 - 7 april 2011) was een Franstalige Canadese schilder, die ook actief was in de televisie- en filmwereld.
Hij studeerde aan de École des beaux-arts de Montréal, die nu onderdeel is van de UQAM. Hij wordt ook geassocieerd met de Québecse kunstenaarsgroepering Les Automatistes.
Gauvreau was in de jaren 50 eveneens actief in de televisiesector, zowel als producer, acteur en regisseur. Vanaf de jaren 60 tot 1975 liet hij zijn schilderswerk even links liggen. In 2005, op 83-jarige leeftijd, schilderde Gauvreau nog steeds.

## Prijzen en erkenningen
- 1990: Prix Gémeaux: le Grand Prix de l'Académie
- 1995: le Prix Louis-Philippe-Hébert